# Nauru na Svjetskom prvenstvu u atletici 2015.
Nauru  se na Svjetskom prvenstvu u atletici 2015. u Pekingu natjecao od 22. do 30. kolovoza s jednim predstavnikom u disciplini na 100 metara.

## Rezultati

### Muškarci

#### Trkačke discipline
| Atletičar       | Disciplina | Kvalikacije | Kvalikacije | Završnica            | Završnica            |
| Atletičar       | Disciplina | Rezultat    | Plasman     | Rezultat             | Plasman              |
| --------------- | ---------- | ----------- | ----------- | -------------------- | -------------------- |
| Dagiero Dagiero | 100 metara | 11.81 PR    | 24.         | Nije se kvalificirao | Nije se kvalificirao |